# Borneói verébsólyom
A borneói verébsólyom (Microhierax latifrons) a madarak osztályának a sólyomalakúak (Falconiformes) rendjébe és a  sólyomfélék (Falconidae) családjába tartozó faj.

## Rendszerezése
A fajt Richard Bowdler Sharpe angol ornitológus írta le 1879-ben.

## Előfordulása
Borneó északi részén, Malajzia területén honos. A természetes élőhelye szubtrópusi vagy trópusi síkvidéki és hegyi esőerdők. Állandó, nem vonuló faj.

## Megjelenése
Testhossza 14–17 centiméter, szárnyfesztávolsága 28–31 centiméter, testtömege 35–65 gramm.

## Életmódja
Főleg rovarokkal táplálkozik.

## Szaporodása
Fészekalja 3-4 tojásból áll.